# Свято-Николаевская церковь (Кричев)
Свято-Николаевская церковь (бел. Свята-Мікалаеўская царква) — православный храм в городе Кричеве, расположен на городище «Замковая гора» вблизи реки Сож, по адресу ул. Сожевая, 43. Храм построен в 1945 году на месте сожжённого. Является памятником деревянного зодчества. При храме имеется воскресная школа.

## История
Первое документальное свидетельство о существовании храма на Замковой горе Кричева относится к 1682 году и содержится в городском инвентаре. Указано, что церковь Святого Николая находится в замке, слева от входной башни. В инвентаре 1694 года отмечается, что в церкви есть «звонница», где закреплён ратный колокол. Во время Северной войны (1700—1721) Кричевский замок был разрушен, инвентарь 1709 года свидетельствует, что уцелела лишь церковь. После войны и до первого раздела Речи Посполитой (1772) церковь несколько раз переходила из рук православных к униатам и обратно. В конце XVIII века церковь упоминается как одна из 7 церквей, действующих в городе.

## Новейшее время

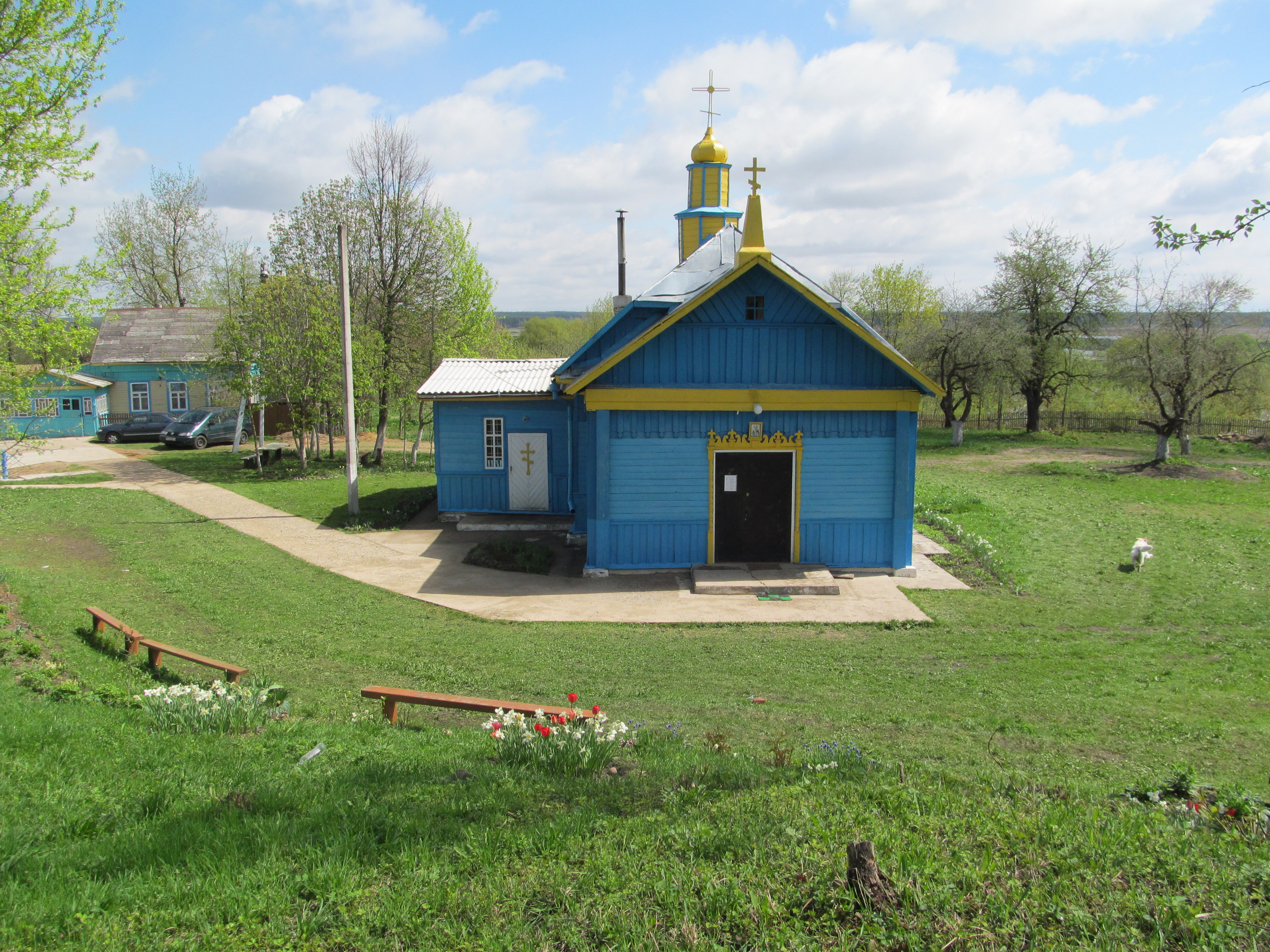
Церковь расположена на Замковой горе

Храм продолжал работать и после революции 1917 года и во время Великой Отечественной войны. Но в 1944 году, уже после освобождения Кричева, церковь была сожжена, предположительно фанатиком-атеистом. Сразу после пожара горожане начали восстанавливать церковь. В деревне Лабковичи был куплен деревянный дом, разобран и сплавлен по Сожу до Замковой горы. Первоначально постройка представляла собой четырёхстенок размером 6x6 метров. В 1945 году храм был освящён и открыт для верующих. Позже здание было расширено: пристроена апсида и баптистерий.
С 1962 года, когда был закрыт Свято-Покровский храм, церковь осталась единственной работающей в городе и окрестностях, вплоть до начала 90-х годов.
В послевоенные годы в церкви служили священники: Пётр Войтович, Фёдор Хрящевский, Владимир Столяр, Иоанн Захарченко, Вассиан Неверовский. С сентября 1965 и до своей смерти в августе 2014 года в церкви служил отец Михаил Маковцов, впоследствии митрофорный протоиерей, получивший прозвище «народный батюшка». Во второй половине 80-х годов в церкви был второй священник, ими в разное время являлись: дьякон Виктор Двороковский, Пётр Ильеня, Николай Черняк. С 2011 года настоятелем в церкви служит местный уроженец отец Андрей Игнатушко.
Престольный праздник отмечается 9 (22) мая — день прибытия мощей Николая Чудотворца в город Бари (в народной традиции «Никола вешний»). Также каждый четверг в 9:00 в храме служится акафист Николаю Чудотворцу.

## Особенности строения
Прямоугольный основной сруб накрыт двухскатной крышей. Над коньком крыши возвышается двухъярусная башенка с небольшим куполом. К основному срубу прилегают равный с ним по высоте небольшой прямоугольный бобинец и более низкая пятигранная алтарная апсида. С южной стороны пристроена ризница, с северной — баптистерий. В декоре фасадов использованы лиштвы и горизонтальная шалёвка с выделением цокольной части и фриза. Интерьер зальный, потолок плоский, подшивной. Храм — памятник деревянного зодчества.